# Monteferrante
Monteferrante är en ort och kommun i provinsen Chieti i regionen Abruzzo i Italien. Kommunen hade 121 invånare (2018).